# 史考特·波拉斯
史考特·波拉斯（英語：Scott Boras，1952年11月2日—），美國律師、運動經紀人，是當今美國職棒界最成功的球員經紀人。近年來，他不但在簽約金額上屢次刷新紀錄，同時他所擁有的「波拉斯運動經紀公司」因提供的服務完善，頗受好評，而成為球員們心目中最理想的運動經紀公司，但對各個球團老闆來說，是聞之喪膽的吸血鬼。其旗下知名的球員有卡洛斯·貝爾川、麥特·哈勒戴、松坂大輔、馬吉里歐·歐多尼茲、曼尼·拉米瑞茲、艾力士·羅德里奎茲、馬克·塔克薛拉、陳偉殷和貝瑞·齊托等。

## 經歷
波拉斯曾經打過職棒小聯盟（2A），因為膝傷而提早退休。離開球場後，他於1977年取得藥學博士學位，擔任過藥劑師
；後來更進一步於1982年取得法律博士學位，成為一名律師。這些雄厚的資歷是促使他成為當今世界第一棒球經紀人的重要因素。事實上，他在取得法學博士的隔年就受到好友麥克·費許林（Mike Fischlin）請託，代為向克里夫蘭印地安人隊洽談合約，也開始了第一件球員經紀的生意。這幾十年來，波拉斯運用他的智慧幫助旗下球員，爭取到許多的合約。

## 高額合約
波拉斯所完成的知名合約有如下幾件：
- 1998年伯尼·威廉斯和紐約洋基7年8750萬美金的合約.[3]。
- 1998年Kevin Brown和洛杉磯道奇的7年1億500萬美金的合約[4]。
- 2000年艾力士·羅德里奎茲和德州遊騎兵10年2億5200萬美金的合約[5]。
- 2000年Darren Dreifort和道奇5年5500萬美金的合約[6]。
- 2002年朴贊浩和遊騎兵5年6500萬美金的合約。
- 2004年卡洛斯·貝爾川和紐約大都會7年1億1900萬美金的合約[7]。
- 2005年強尼·戴蒙和洋基4年5200萬美金的合約[8][9]。
- 2005年貝瑞·邦茲和舊金山巨人1年1800萬美金的合約。
- 2005年Kevin Millwood和遊騎兵5年6000萬美金的合約[10]。
- 2006年貝瑞·齊托和巨人7年1億2600萬美金的合約[11]。
- 2006年J·D·德魯和波士頓紅襪5年7000萬美金的合約[12]。
- 2006年松坂大輔和紅襪6年5200萬美金的合約[13]。
- 2008年米格爾·卡布瑞拉和底特律老虎8年1億5230萬美金的合約。
- 2008年馬克·塔克薛拉和洋基8年1億8000萬美金的合約[14]。
- 2008年德瑞克·洛夫和亞特蘭大勇士4年6000萬美金合約[15]。
- 2009年2月，曼尼·拉米瑞茲和洛杉磯道奇簽下2年4500萬美金合約[16]。
- 2009年8月，選秀狀元史蒂芬·史特拉斯堡和華盛頓國民的簽約金為4年1510萬美金[17]。
- 2010年2月，麥特·哈勒戴和聖路易紅雀簽下7年1億2000萬美金的合約[18]。
- 2010年8月，17歲的選秀狀元Bryce Harper和華盛頓國民簽約金為5年990萬美金[19]。
- 2016年1月，陳偉殷和邁阿密馬林魚簽下5年8000萬美金的合約。
- 2019年12月，史蒂芬·史特拉斯堡和華盛頓國民隊續簽7年2億4,500萬美金合約、格里特·柯爾和紐約洋基隊簽下9年3億3,240萬美金合約、安東尼·倫登和洛杉磯天使隊簽下7年2億4,500萬美金合約。

## 爭議
波拉斯於2007年10月28日世界大賽第四戰的賽前宣佈艾力士·羅德里奎茲（A-Rod）將動用球員選擇權，確定離開紐約洋基投入自由球員市場，因此惱怒了大聯盟官員，大聯盟官方給了A-Rod與經紀人波拉斯一句話：「不要臉」！「我們對於波拉斯非常失望，試圖利用宣布這項消息要搶佔棒球界的頭條版面，」大聯盟棒球執行長鮑伯·杜普伊（Bob DuPuy）以電子郵件向美聯社說明此事。「把一位球員看的比年度最盛大的球賽還要重要，這說明了他（波拉斯）是非常自私自利的，不然沒有任何理由可以說明他這樣的行為」。

## 外部連結
- Boras Corporation website（页面存档备份，存于）
- BaseballLibrary.com: Scott Boras
- 史考特·波拉斯在台灣棒球維基館上的頁面（繁體中文）